# Kaslí
Kaslí - Касли (rus) és una ciutat de l'óblast de Txeliàbinsk, a Rússia.

## Geografia
Kaslí es troba al vessant oriental dels Urals, a 138 km al nord-oest de Txeliàbinsk, a la riba septentrional del llac Irtiatx.

## Història
La vila de Kaslí fou fundada el 1747 amb el nom de Kaslinski, prop d'una foneria. Aconseguí l'estatus de possiólok (poble) el 25 de febrer de 1929 i el de ciutat el 29 de juliol de 1942.